# セルゲイ・ステパーシン
セルゲイ・ヴァディモヴィチ・ステパーシン（ロシア語: Серге́й Вади́мович Степа́шин、ラテン文字表記の例：Sergei Vadimovich Stepashin、1952年3月2日 - ）は、ロシアの政治家、経済学者。ボリス・エリツィン政権にて第4代連邦政府議長 （1999年）を務め、内務大臣、法務大臣などの閣僚職も歴任した。法学博士の称号も持ち、軍人としての最終階級は大将である。

## 経歴
1952年3月2日に中華人民共和国の旅順にて、ソ連海軍軍人の家庭に誕生する。父親のヴァディムは、ソ連海軍の軍事基地の旅順港に勤務しており、海軍中尉の階級で退役した。母親のリュドミラはサンクトペテルブルク在住で、レニングラード包囲戦の生き残りとして「レニングラード防衛記章」を授与された。1973年、レニングラード（現在のサンクトペテルブルク）内務省高等政治学校を卒業。国内軍特殊部隊勤務を経て、1981年、V.I.レーニン名称軍事政治アカデミーの教官となる。論文『大祖国戦争中のレニングラード火災における党の指導性』で歴史学博士候補の学位を取得した。1987年から1990年までソ連共産党歴史局副局長を務める。
1987年から1990年にかけて、バクー、フェルガナ、ナゴルノ・カラバフ、スフミといった「ホットスポット」を繰り返し訪問。1990年4月、ロシア人民代議員に選出され、ロシア最高会議国防・治安委員長に就任する。
1991年8月、ステパーシンはソ連8月クーデターに反対し、ロシア共和国のボリス・エリツィン大統領を支持した。同年8月26日
から、ソビエト連邦大統領のミハイル・ゴルバチョフとエリツィンの共同令により設置された「ソ連国家保安委員会と国家非常事態委員会の活動を調査する国家委員会」の委員長を務めた。なお、この委員会では数巻からなる報告書が作成されたが、ロシア連邦検事総長のバレンティン・ステパンコフの要請により資料の公表はされてない。しかしス、テパーシンはKGB指導部が8月のクーデターにおいて、準備と実行で重要な役割を果たしたこと、少なくとも1990年の秋から準備が進められていたことを主張している。
1991年から1992年まで連邦保安局（AFB）サンクトペテルブルク市・レニングラード州局長、1992年から1993年まで保安省サンクトペテルブルク市・レニングラード州局長を務める。その後、保安第一次官、ロシア連邦防諜庁（FSK）第一次官に就任。1994年2月にFSK長官、後にロシア連邦保安庁長官に任命され、エリツィン政権では一貫して治安維持を担当した。
1994年12月の第一次チェチェン紛争ではロシア軍の侵攻を積極的に推進した。1995年6月、チェチェン武装勢力による人質事件の責任を取って事件後、FSB長官を辞任した。
1994年、博士論文「ロシア連邦の安全保障の理論的・法的側面」を発表。1995年11月10日、法執行機関を監督するロシア連邦政府事務局の管理部門の責任者に任命された。同時に、チェチェン共和国の危機を解決するためのロシア連邦国家委員会の事務局長を務めた。1996年から1998年にかけて、ロシア国防評議会のメンバーに名を連ねる。1997年7月から1998年3月まで法務大臣  。1998年4月28日、セルゲイ・キリエンコ内閣で内務大臣に任命され、同年9月11日からは、引き続きエフゲニー・プリマコフ内閣でも閣僚を務める。1999年4月27日、内務大臣の地位を維持したまま、ロシア連邦第一副首相に任命された。

### 首相就任と辞任後

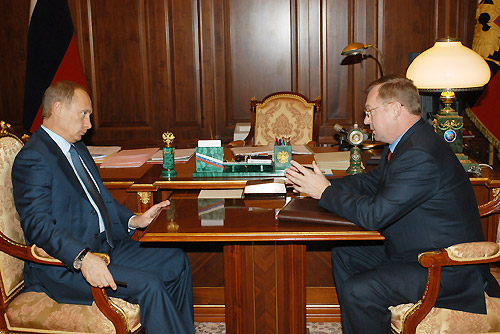
ウラジーミル・プーチン大統領とセルゲイ・ステパーシン監査院会長の写真（2003年10月30日）

1999年5月12日、治安維持畑での経歴を買われてロシア連邦政府議長代行（首相代行）に任命される 。そして、プリマコフ首相解任に伴い、正式に連邦政府議長（首相）に任命される。（セルゲイ・ステパーシン内閣）しかし、当初期待されたほどにエリツィン及び「ファミリー」と呼ばれたエリツィン一家、政商、側近を守ることが出来ないと判断されたため、8月に解任され、後任にはFSB長官のウラジーミル・プーチンが選ばれた。首相辞任後、プーチンとエリツィンと会談し、安全保障理事会事務局長のポストをオファーされたが辞退した。ステパーシンが組閣した内閣は、次代のプーチン内閣やミハイル・カシヤノフ内閣でも大部分は変わらなかった。
首相辞任後は、エリツィンに対して批判色を徐々に強め、1999年12月の下院選挙では、ヤブロコに加わりサンクトペテルブルク小選挙区から立候補し当選した。当初、選挙前にステパーシンの他にセルゲイ・キリエンコ、ボリス・ネムツォフ、ウラジーミル・ルイシコフを加えた政治ブロックを作ろうとしたが、内部対立のため失敗に終わった。ヤブロコ党首のグリゴリー・ヤブリンスキーはステパーシンに自党への入党を提案したが、ステパーシンは次期大統領選挙ではプーチンを支持すると発言し提案を拒否した。ヤブリンスキーによると、ステパーシンはヤブロコを「知識人による真の社会民主主義政党」に変えることを望んでいたという。
2000年2月23日、汚職撲滅に関する国家議会常任委員会の委員長に選出された。同年4月19日から会計検査院議長に任命され、2013年9月20日まで務めた。また、2008年から露日経済協議会代表を務めている。
2022年10月19日、ロシアによるウクライナ侵攻では、ウクライナへの攻撃を支持するロシア弁護士協会の声明に個人的に署名したため、ウクライナの制裁リストに掲載され、2023年5月19日にはイギリスの制裁下にも置かれた。

## 家族
妻のタマラ・ステパーシナはロシア連邦名誉エコノミストであり、彼女の父はソ連邦英雄のウラジーミル・イグナチェフ中佐である。息子のウラジーミル（1975年生まれ）は1998年にサンクトペテルブルク国立経済大学を卒業した。孫娘のアーニャは小学生である。